# Nurme (Märjamaa)
Nurme – wieś w Estonii, prowincji Rapla, w gminie Märjamaa.